# Kenđelovec
Kenđelovec (régi magyar neve Kengyelócz) falu Horvátországban Kapronca-Kőrös megyében. Közigazgatásilag Sveti Ivan Žabnóhoz  tartozik.

## Fekvése
Kőröstől 14 km-re délkeletre, községközpontjától 5 km-re keletre fekszik.

## Története
A település első írásos említése 1430-ban történt, amikor egy határleírásban szerepel az az út, amely Kengyelócról a Szűz Mária templomhoz vezetett. Ez a templom minden bizonnyal a szomszédos Cirkvena temploma volt. Kengyelóc nemeseit 1476-tól említik az oklevelek. Az adóösszeírásokban a falu "Kengyelowcz, Kenchelowcz, Kengelowcz" alakban szerepel és birtokosainak tíz portáig adózott. Neve a feltételezések szerint a Kengel családnévből származik. 1458-ban említik a raveni Kengel Miklóst (Nikola Kengel de Rawen) és mivel a raveni nemeseknek több birtokuk is volt Cirkvena környékén valószínű, hogy a falu a Kengel család itteni birtokából alakult ki.
1857-ben 169, 1910-ben 161 lakosa volt. Trianonig Belovár-Kőrös vármegye Körösi járásához tartozott. 2001-ben 180 lakosa volt.

## Külső hivatkozások
A község hivatalos oldala